# 시굴다

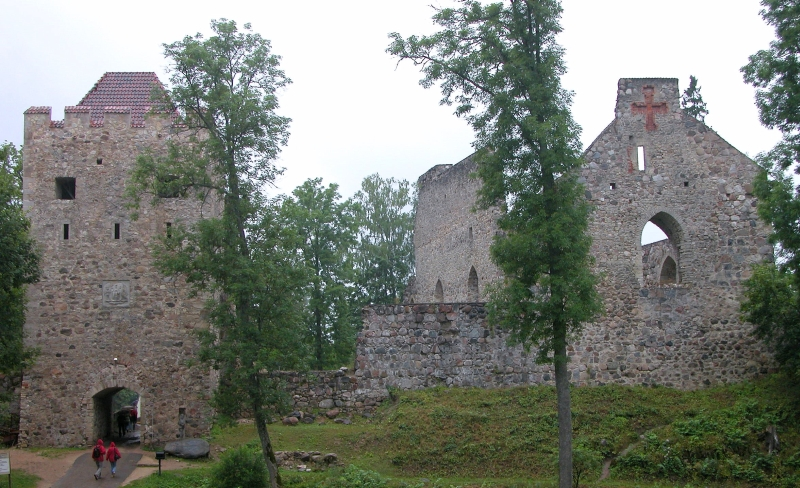
시굴다에 있는 유적

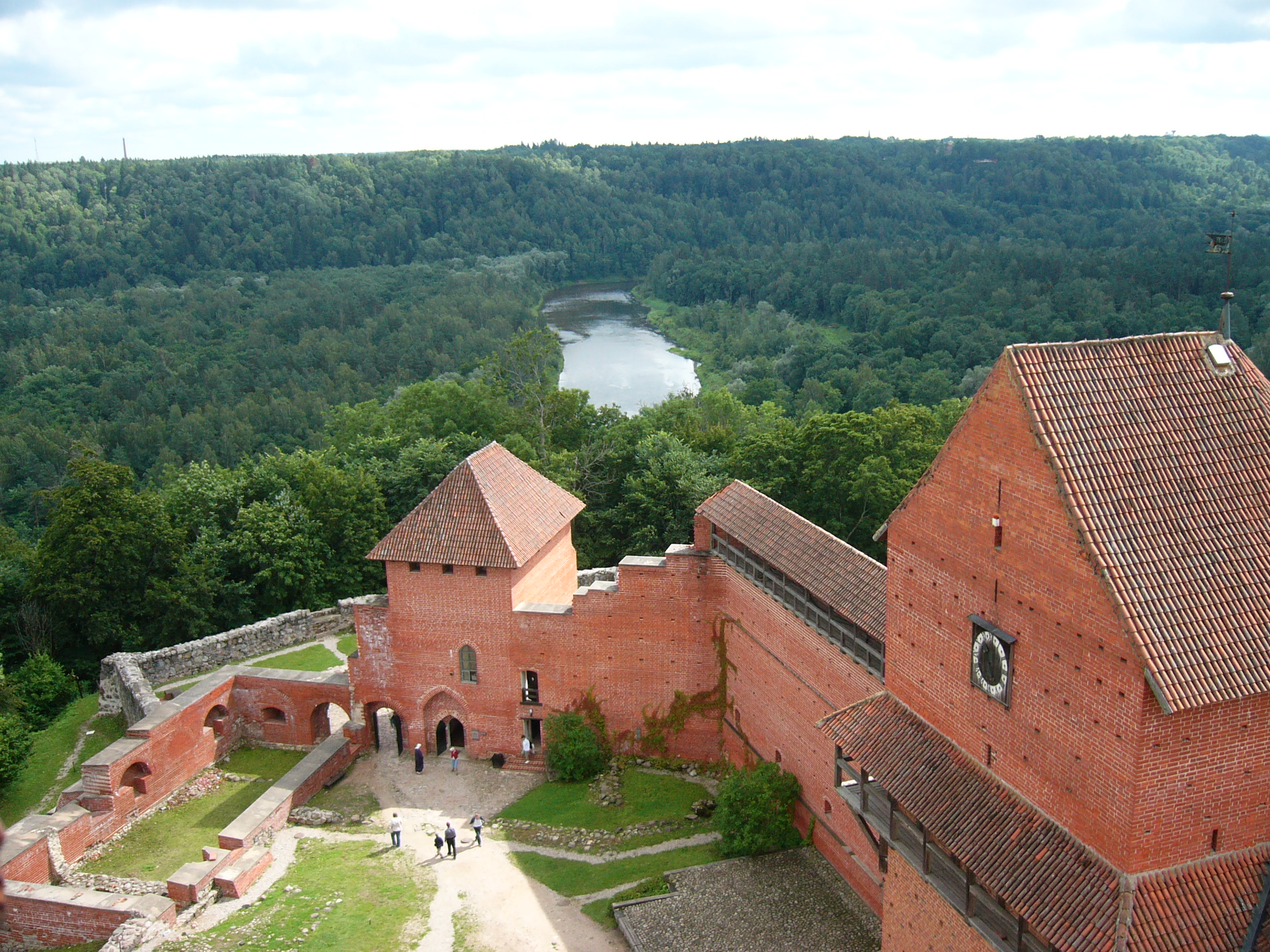
투라이다 요새

시굴다(라트비아어: Sigulda, 독일어: Segewold)는 라트비아 비제메 지방에 위치한 도시로 시굴다 시의 행정 중심지이며 면적은 18.2km2, 인구는 16,679명이다. 리가(라트비아의 수도)에서 53km 정도 떨어진 곳에 위치하며 가우야강과 접한다. 1207년 검의 형제기사단이 요새를 세웠다는 기록이 전해진다. 라트비아에서 가장 큰 동굴인 구트마니스 동굴이 있다.

시기
시 문장